# By Registered Mail
By Registered Mail è un cortometraggio muto del 1911. Il nome del regista non viene riportato nei credit del film che, prodotto dalla IMP, era interpretato da King Baggot, Sue Balfour, Isabel Rea, Edith Haldeman.

## Produzione
Il film fu prodotto dall'Independent Moving Pictures Co. of America (IMP).

## Distribuzione
Distribuito dalla Motion Picture Distributors and Sales Company, il film uscì nelle sale cinematografiche USA il 21 settembre 1911.